# Nick Blood
Nick Blood (Aylesbury, 1982. március 20. –) brit színész.
Legismertebb alakítása Lance Hunter A S.H.I.E.L.D. ügynökei című sorozatban. A Trollied című sorozatban szerepelt.

## Fiatalkora
1982. március 20-án Aylesburyben született. Hétéves korában csatlakozott a helyi színjátszó klubhoz, és hamarosan rájött, hogy színész szeretne lenni. 7 éves korában a helyi Wingrave C&E iskolába járt, mielőtt az Aylesbury-i Sir Henry Floyd Grammar School tanulója lett, majd a Cedars Upper School hatodik osztályában érettségizett, mielőtt a Bristoli Egyetemre járt volna. A színészethez vezető útját az ITV Drama Clubon keresztül találta meg. Ezt követően a London Academy of Music and Dramatic Artra járt.

## Pályafutása
Első komolyabb szerepe a Material Girl című sorozatban szerepelt. 2011-ben a Kívülállók című sorozatban szerepelt. 2011 és 2013 között a Trollied című sorozatban tűnt fel. 2014 és 2017 között A S.H.I.E.L.D. ügynökei című sorozat főszereplője volt.

## Filmográfia

### Filmek
| Év   | Magyar cím | Eredeti cím            | Szerep      | Magyar hang |
| ---- | ---------- | ---------------------- | ----------- | ----------- |
| 2012 |            | Spike Island           | Dave Famous |             |
| 2014 |            | X Moor                 | Matt        |             |
| 2014 |            | Between Places         | Christian   |             |
| 2014 |            | Red Lobster            | önmaga      |             |
| 2014 |            | Commitment             | Cső Férfi   |             |
| 2015 |            | Brand New-U            | Johan       |             |
| 2019 |            | Say My Name            | Statton     |             |
| 2023 |            | The Offering           | Arthur      |             |
| 2023 |            | Lovely, Dark, and Deep | Jackson     |             |

### Televíziós szerepek
| Év        | Magyar cím              | Eredeti cím            | Szerep          | Megjegyzések                                    |
| --------- | ----------------------- | ---------------------- | --------------- | ----------------------------------------------- |
| 2009      |                         | The Bill               | Mick Jones      | 2 epizód                                        |
| 2010      |                         | Material Girl          | Alex            | főszereplő                                      |
| 2010      |                         | Stanley Park           | Harry Stevens   | főszereplő                                      |
| 2010      |                         | Combat Kids            | Paul            | főszereplő                                      |
| 2011      |                         | Misfits                | Dom             | 1 epizód                                        |
| 2011–2013 |                         | Trollied               | Kieran          | főszereplő                                      |
| 2012      |                         | Public Enemies         | Glen Smithfield | 2 epizód                                        |
| 2013      |                         | Him & Her              | Lee             | mellékszereplő                                  |
| 2014      | A Bletchley-kör         | The Bletchley Circle   | Ben Gladstone   | mellékszereplő                                  |
| 2014–2017 | A S.H.I.E.L.D. ügynökei | Agents of S.H.I.E.L.D. | Lance Hunter    | főszereplő magyar hangja Horváth-Töreki Gergely |
| 2014      |                         | Babylon                | Warwick         | főszereplő                                      |
| 2019–2022 | Eufória                 | Euphoria               | Gus Howard      | mellékszereplő                                  |
| 2020      | C.B. Strike             | Strike                 | Jimmy Knight    | mellékszereplő magyar hangja Makranczi Zalán    |
| 2021      |                         | Close to Me            | Thomas          | 1 epizód                                        |
| 2022      | Andor                   | Andor                  | Kimzi tizedes   | 2 epizód magyar hangja Mesterházy Gyula         |
| 2023      | Ázott kutyák            | Rain Dogs              | Mason           | 2 epizód                                        |
| 2023      | Utolsó befutók          | Slow Horses            | Sturges         | 4 epizód                                        |